# North Calder Water
El North Calder Water es un río de North Lanarkshire, Escocia. Fluye a lo largo de 12 millas (19,3 km) desde el Black Loch a través del embalse de Hillend, Caldercruix, Plains, Airdrie, Calderbank, Carnbroe y Viewpark hasta el río Clyde en Daldowie, al sureste de Glasgow. En las últimas 2 millas (3,2 km) de su curso, forma parte del límite entre North Lanarkshire (cerca de Birkenshaw) y Glasgow (cerca de Broomhouse). Se cree que el nombre Calder es british y que significa "agua dura y fría que fluye".
Además de los asentamientos de Caldercruix y Calderbank, se hace referencia al río en elementos creados por el hombre cerca de su curso, como el colegio Caldervale High School en Airdrie, el club de golf Calderbraes cerca de Birkenshaw, el centro comunitario Calderview en Coatbridge y la antigua Calderbank House y el zoológico Calderpark en Broomhouse.